# Aylton Adalberto Mortati
Aylton Adalberto Mortati (Catanduva, 13 de janeiro de 1946 - São Paulo, 4 de novembro de 1971). Foi um miliante e guerrilhero, filiado a Carmem Sobrinho Martins e Umberto Mortati.
Estudou em Catanduva até o fim do ensino médio. Era pianista e faixa preta em caratê. Foi para São Paulo e cursou Direito na Universidade Presbiteriana Mackenzie, onde passou a ser chamado de Tenente por frequentar as aulas com farda de aluno do Centro de Preparação de Oficiais da Reserva de São Paulo (CPOR).
Estudante universitário, foi expulso do Exército Brasileiro. A expulsão aconteceu graças à sua atuação como guerrilheiro, militante do Movimento de Libertação Popular e à sua participação na luta armada contra a ditadura militar. 
Aylton, que utilizava diversos codinomes (Romualdo, Tenente, Eduardo, Pratini, Érico, Umberto, Beto, Oscar e Eduardo Janot Pacheco) ficou conhecido por supostamente chefiar o sequestro de um avião Boeing 707, da companhia aérea VARIG, no ano de 1969, desviando seu destino original do Chile para Cuba, com 101 passageiros a bordo. Sua prisão e morte nunca foram assumidas pelos órgãos de segurança brasileiros.
É um dos casos investigados pela Comissão da Verdade, que apura mortes e desaparecimentos na ditadura militar brasileira. 

## Militância Estudantil e ingresso na ANL
Assim que terminou o colegial, Aylton foi cursar Direito na Universidade Presbiteriana Mackenzie, em São Paulo. Mesmo sendo aluno do CPOR – Centro de Preparação de Oficiais da Reserva, envolveu-se com o Movimento Estudantil a tal ponto de destacar-se dos demais alunos. Em 1968, foi preso no XXX Congresso da União Nacional dos Estudantes, que aconteceu em Ibiúna. Depois da experiência na cadeia, entrou para a Ação Libertadora Nacional. 

## Sequestro e viagem à Cuba
Junto a 8 participantes da ALN, no dia 4 de novembro de 1969, Aylton participou do sequestro do avião Boeing 707, que faria originalmente o trajeto Buenos Aires - Santiago do Chile, mas que foi desviado para Havana. Em Cuba, realizou treinamento de guerrilha virou militante do Molipo. Dos companheiros presentes na ação, apenas três tiveram os nomes divulgados: Maria Augusta Thomaz, Lauriberto José Reyes e Ruy Carlos Vieira Berbert. 

## Retorno ao Brasil e desaparecimento
Clandestinamente, Aylton regressou ao Brasil em 1971, com o codinome de Umberto - uma homenagem a seu pai. Desde então, passou a integrar o MOLIPO e viver em uma casa na Rua Cervantes, nº 7, no bairro da Vila Prudente, Zona sudeste de São Paulo. Foi lá que ocorreu sua prisão no dia 4 de novembro de 1971. Neste mesmo mês, sua mãe, Carmem Sobrinho Martins, tomou conhecimento do óbito de Aylton por meio de uma conversa com o advogado Virgílio Lopes Eney. Por tentar acessar a certidão de óbito do militante, o advogado foi preso por duas semanas. 
Em 26 de setembro de 1970, Carmem deu um depoimento à Comissão de Justiça e Paz de São Paulo. Nele, declarou que sua casa foi invadida várias vezes por militares, além de ter sofrido vigilância e provocações por parte dos órgãos de segurança. Eles estacionavam carros à frente de sua residência, subiam no telhado, revistavam compras de supermercado, censuravam o telefone e chegaram a espancar seus sobrinhos menores. O recebimento de bilhetes ameaçadores eram constantes. Ela e a família só conseguiram acesso à certidão de óbito do filho após a Lei de anistia (Brasil), no ano de 1979.

## Conclusão da Comissão Nacional da Verdade
O documento de Procedimento Investigatório Criminal, divulgado pelo Ministério Público Federal em 2018 - graças a atuação da Comissão da Verdade, revela que Aylton foi sequestrado no dia 4 de novembro de 1971, pelos agentes do DOI-CODI/SP: Walter Lang, conhecido como Alemão, e Cyrino Francisco de Paula Filho, que faziam vigia ao aparelho que o militante estudantil morava, na Vila Prudente, sudeste de São Paulo.  
O ativista, nas dependências do DOI-CODI, foi interrogado pela equipe chefiada por Dirceu Gravina o submeteu a sessões de tortura. Ademais, se acrescenta que sofreu diversas e repetidas violações de direitos humanos promovidas pela ditadura civil militar, implantada no país a partir de abril de 1964. Outros presos políticos, como Paulo de Tarso Venceslau e José Carlos Gianini afirmam que Aylton foi morto no DOI-CODI. O corpo de Aylton nunca foi encontrado. Segundo testemunhos, Gravina chegou a gabar-se de ter "barbarizado" o militante, expressão que se refere as sessões de tortura cometidas a Aylton. Todos os envolvidos foram denunciados por terem privado Aylton Adalberto Mortati de sua liberdade.
Enquanto Aylton foi levado ao DOI, sua família também viveu períodos tensos dentro de casa. Sua mãe, Carmen Sobrinho, disse, em depoimento, que agentes do aparato militar vigiavam sua casa, revistavam compras de supermercado, subiam no telhado da residencia e censuravam o telefone. Além disso, Carmem revelou que os agentes também cometeram duas tentativas de atentados contra sua vida, uma vez jogando o carro em sua direção na rua e outra quando iniciaram um incêndio na casa. 
Na década de 1990, com a divulgação de relatórios da Aeronáutica, que vieram a tona as circunstâncias da morte de Aylton - que não era citada em documentos oficiais. Ali, descobriu-se que, no dia de sua morte, estava disfarçado sob um de seus codinomes: Eduardo Janot Pacheco. Também foi descoberta uma requisição de exame necroscópico nos arquivos do Instituto Médico Legal (IML) de São Paulo, em que se explicita a descoberta de um cadáver abaixo do Viaduto Bresser, da data de 14 de novembro de 1971 - data próxima do dia em que Aylton foi levado pelos agentes do DOI-CODI. A expectativa é que o documento é relacionado a morte do militante. Desconfia-se que o que restou do corpo dele pode estar no Cemitério Dom Bosco, de Perus, em São Paulo, já que no livro local consta um corpo desconhecido deixado lá no dia 16 de novembro de 1971. 
Foi realizado um trabalho de análise, entre 2012 e 2014, do que poderiam ser os restos mortais de Aylton - ficaram sob custódia da área de Criminalística da Polícia Federal e da equipe argentina de antropologia forense (Equipo Argentina de Antropologia Forense). Foram realizados exames de DNA nos ossos encontrados, e os resultados foram negativos - não eram compatíveis com a carga genética de Aylton e nem com o Banco de Perfis disponível. Sendo assim, seu corpo continua desaparecido.  
Além disso, a Comissão Nacional da Verdade recomenda que as investigações continuem sobre as circunstâncias do caso para que se localize e identifique totalmente os restos mortais de Aylton Adalberto Mortati. Inclusive, para a completa identificação dos agentes e órgãos envolvidos em seu desaparecimento, sequestro, assassinato, e ocultação de cadáver.